# 兵棋推演

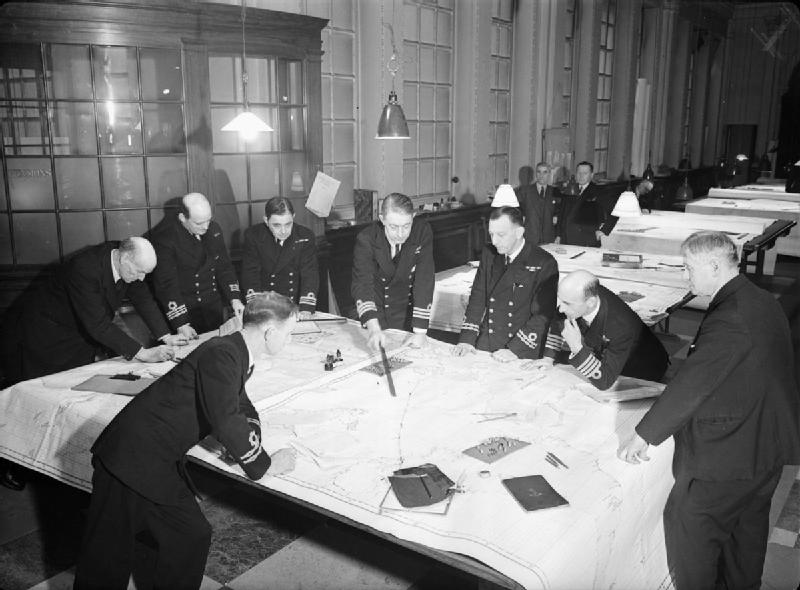
二战时的英国海军正在进行兵棋推演(拍摄于1939—1945年间)

兵棋推演（英語：Military Simulation）為一種室內軍事演習方式，也稱指揮所演習（Command Post Exercise, CPX）或桌上演習（Table Top Exercise, TTX）。用於軍校教育和實際的軍事行動之中，以預先推估戰爭局勢的發展為其目的，中華民國已於2022年進階為全員進駐假想實兵操演驗證。

## 概論
兵棋推演的歷史幾乎與人類戰爭史一樣久，遠古時代粗略的在沙地上模擬攻打部落的路線，到後來象棋、圍棋、西洋棋等遊戲都可以看做一種簡單的兵棋推演。
兵棋推演至少需要兩種以上軍事勢力的模擬扮演者，雙方不知對方的部屬和戰略之下，從一種假想的戰場情勢開局，之後雙方利用地圖紙上的兵棋（包含戰鬥單位和非戰鬥單位）來攻防，最後推演出一種勝敗的局面。小單位交戰時根據模擬的數據來判斷勝敗，包含武器性能、地形、氣候、士氣等數據，數據來源根據歷史分析或他國和本國的實際演習實驗，之後裁判官會判決小規模戰鬥的結果。
古早時代兵棋推演都採紙地圖和小旗子來推演，並由人力運算判斷各種數據，電腦化時代後各國多採電腦虛擬兵棋，可以快速運算大量數據，增加擬真度和推演速度。

## 實踐
孫子云：「夫未戰而廟算勝者，得算多也；未戰而廟算不勝者，得算少也。多算勝，少算不勝，而況於無算乎！吾以此觀之，勝負見矣。」兵推與模式模擬，即實踐孫子的兵學理論。翻译：在战争开始前，处在大本营中进行战争模拟推演的多的一方，真实战场上获胜的几率就更大，而进行战争推演少的一方，在真实战场上获胜的几率就更小。进行推演的多则获得胜利，进行推演的少则获得失败，更何况不进行战争推演呢？

## 策論
美國國防部副部長沃克（Bob Work）2013年曾向各高司單位發出備忘錄，鄭重呼籲重新致力「兵棋推演」。所建議的兵推形式包括：研討工作坊、假想敵角色扮演之紅軍對抗、高階司令部圖檯兵推、研討式兵推及模式模擬。在他的不懈努力下，國防部各級單位近年已進行超過200場的兵推，並在2017財政年度編列5,500萬美元兵推預算，且擬在未來五年動支5億2,500萬美元從事兵推。

## 評論
- 黃介正：「兵推不限於軍事範疇，舉世皆知，凡國家大政、外交折衝、兩岸對局、商業決策、反恐救難等，均可依不同需求，設計出客製化的想定內涵。」[5]